# Ottomaans Arabië

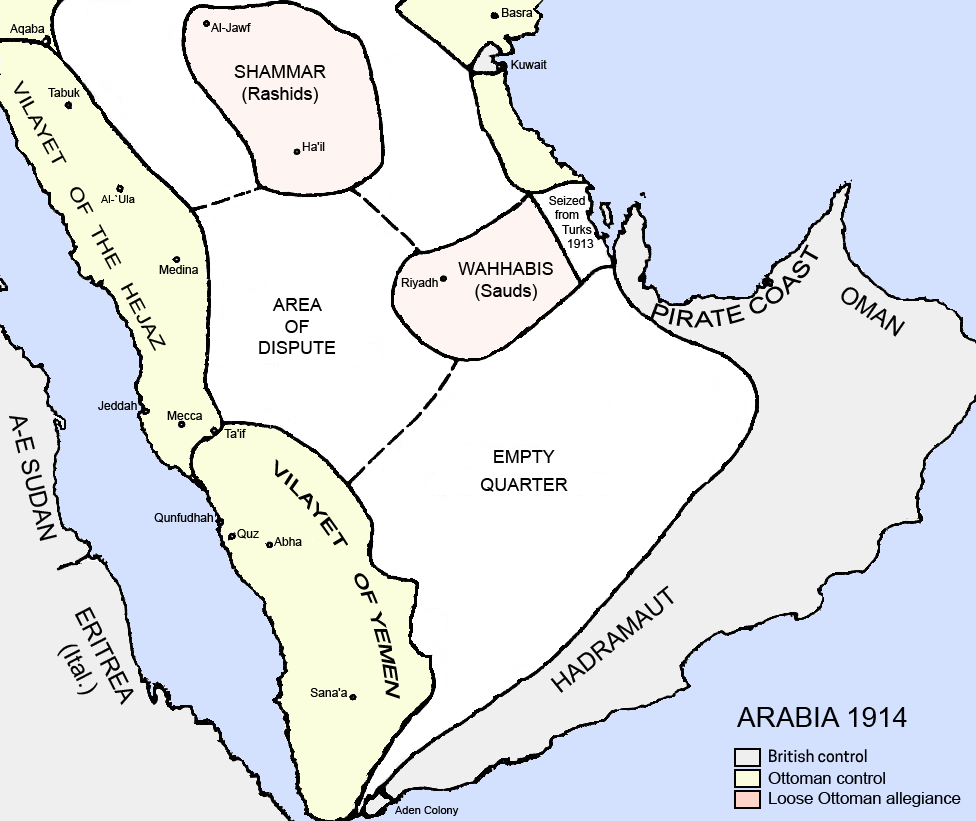
Arabië in 1914.

Ottomaans Arabië is de geografische benaming van het Ottomaanse tijdperk op het Arabisch Schiereiland dat duurde van 1517 tot 1918. De mate van Ottomaanse controle over deze gebieden varieerde over vier eeuwen, afhankelijk van de sterkte of zwakte van het centrale gezag van het rijk.
De geallieerde overwinning in de Eerste Wereldoorlog (1914-1918) betekende het einde van de Ottomaanse macht en controle over Arabië.